# Ruthènes de Bucovine
Les Ruthènes de Bucovine, appelés aussi Ukrainiens de Bucovine, correspondent aux populations qui étaient ou se sont installées en Bucovine à l'époque de la domination autrichienne de 1775 à 1918 ou avant, formant des foyers ruthénophones orthodoxes parmi les foyers  roumanophones orthodoxes.

## Des membres de la famille russe
Les Ruthènes, Houtsoules y compris, appartiennent indubitablement à la grande famille Slave des Russes ; en Bucovine ils se qualifient même entre eux de Rus'kie, « Ruthènes », à ne pas confondre avec Rossiskie, « Russes ».
Souvent, en raison du flou linguistique concernant la dénomination des Russes et des Ruthènes dans le dialecte pratiqué par ces derniers on substitue au mot « Ruthène » celui d' « Ukrainien » en particulier dans les cas où il s'avère nécessaire de marquer une distinction entre Russes de Russie et Ruthènes. Mais dans la langue courante, en particulier chez les Ruthènes de Bucovine, le mot « Ukrainien » est la plupart du temps réservé aux habitants de l'Ukraine. Il est aussi utilisé de manière systématique pour parler de la langue littéraire (Ukrainska mova), enseignée dans la plupart des écoles des villages ruthènes de Bucovine par opposition à sa variante non-codifiée locale (Rus'ka mova).
Ainsi les Ruthènes se sentent-ils avant tout « Russiens », ils sont des « Russes carpatiques » et confèrent encore au mot « Russe » un sens pratiquement perdu chez les autres peuples slaves de l'Est, celui de l'appartenance à un grand peuple uni dans le passé autour de sa capitale, Kiev, et qui fut brisé par les invasions Tatar-Mongols. Le "Russisme" des Ruthènes est tellement prégnant dans leur culture que pour les distinguer des "vrais Russes" de Bucovine arrivés de Russie au cours du XVIIIe ceux-ci se sont vu rebaptiser par les populations autochtones (Roumains et Ruthènes) et donc pris le nom de "Lipovènes" tandis que les Ruthènes conservaient leur appellation traditionnelle.

## Ruthènes ou Ukrainiens?
Aujourd'hui on évalue à près de 50 000 individus les Ukrainiens de Bucovine dont 66 % sont Ruthènes (les 34 % restants sont Hutsules).
Malgré le développement général, notamment en Slovaquie, Ukraine, Pologne, Hongrie, Yougoslavie et Croatie d'un renouveau identitaire ruthène revendiquant une nation à part entière, niant la parenté traditionnelle qui leur est attribuée avec la nation ukrainienne, il n'existe pas véritablement de volonté chez les intellectuels Ruthènes de Roumanie de se distinguer du peuple ukrainien.
Toutefois, depuis 2002 les Ruthènes sont reconnus comme minorité nationale au même titre que les Ukrainiens ce qui est pour le moins curieux si l'on considère qu'il s'agit des mêmes populations. Pour des raisons éminemment politiques, on arrive aujourd'hui à la situation où des représentants des organisations ruthènes originaires de régions de Roumanie où il n'existe pas de communautés ruthènes tentent de convaincre des villageois bucoviniens incrédules (dont ils ne connaissent même pas la langue) qu'ils ne sont pas Ukrainiens mais Ruthènes. Dans ces conditions le ruthénisme a peu de chances d'aboutir en Bucovine.